# Sylvia Robinson
Sylvia Vanterpool Robinson, född 6 mars 1936 i New York, död 29 september 2011, var en amerikansk sångare, låtskrivare och skivproducent. Hon var medlem i sångduon Mickey & Sylvia och grundade skivbolaget Sugar Hill Records och är en av huvudpersonerna bakom den legendariska hiphop-gruppen Sugar Hill Gang.